# Esposa por sorpresa
HouseSitter es una película de comedia romántica de 1992 dirigida por Frank Oz. Fue escrita por Mark Stein y protagonizada por Steve Martin y Goldie Hawn.

## Trama
Con la intención de que Becky (Dana Delany), la mujer a la que ama de toda la vida, acepte casarse con él, Newton Davis (Steve Martin) construye una lujosa casa en el pueblo donde siempre han vivido. Sin embargo, ella le rechaza. Tres meses después, conoce a Gwen (Goldie Hawn), una camarera. Pasa la noche con ella, con la idea de no volver a verla después. Pero, aprovechando la ausencia de Davis, ella ocupa la casa que éste había construido para Becky y se hace pasar por esposa del arquitecto. Al llegar al pueblo, Davis continúa la farsa.

## Reparto
- Steve Martin es Newton Davis.
- Goldie Hawn es Gwen/Jessica Duncle/Buckley/Phillips.
- Dana Delany es Becky Metcalf.
- Julie Harris es Edna Davis.
- Donald Moffat es George Davis.
- Peter MacNicol es Marty.
- Richard B. Shull es Ralph / Bernie Duncle.
- Ken Cheeseman es Harv.
- Laurel Cronin es Mary / Mary Duncle.
- Roy Cooper es Winston Moseby.
- Christopher Durang es Reverend Lipton.

## Producción
La casa que tanta importancia tiene en la trama fue diseñada por el estudio de arquitectura Trumbull & Associates.
El rol de Gwen Phillips fue ofrecido a Meg Ryan que lo rechazó.
Kim Basinger tampoco quiso ser Gwen, así que Goldie Hawn se quedó con el papel.

## Estrenos mundiales
| País                                                                          | Fecha de estreno                 |
| ----------------------------------------------------------------------------- | -------------------------------- |
| Alemania                                                                      | Jueves 17 de septiembre de 1992  |
| Argentina                                                                     | Jueves 10 de septiembre de 1992  |
| Australia                                                                     | Jueves 30 de julio de 1992       |
| Austria                                                                       | Viernes 18 de septiembre de 1992 |
| Bélgica                                                                       | Miércoles 4 de noviembre de 1992 |
| Belice · Costa Rica · El Salvador · Guatemala · Honduras · Nicaragua · Panamá | Viernes 17 de julio de 1992      |
| Brasil                                                                        | Viernes 17 de julio de 1992      |
| Chile                                                                         | Jueves 15 de octubre de 1992     |
| Colombia                                                                      | Jueves 27 de agosto de 1992      |
| Corea del Sur                                                                 | Sábado 22 de agosto de 1992      |
| Dinamarca                                                                     | Viernes 25 de septiembre de 1992 |
| Ecuador                                                                       | Miércoles 21 de octubre de 1992  |
| Egipto                                                                        | Lunes 29 de marzo de 1993        |
| España                                                                        | Viernes 26 de febrero de 1993    |
| Estados Unidos · Canadá                                                       | Viernes 12 de junio de 1992      |
| Filipinas                                                                     | Miércoles 19 de agosto de 1992   |
| Finlandia                                                                     | Viernes 11 de septiembre de 1992 |
| Francia                                                                       | Miércoles 7 de octubre de 1992   |

| País                         | Fecha de estreno                   |
| ---------------------------- | ---------------------------------- |
| Grecia                       | Viernes 16 de octubre de 1992      |
| Hong Kong                    | Jueves 29 de octubre de 1992       |
| Hungría                      | Jueves 12 de noviembre de 1992     |
| India                        | Viernes 28 de mayo de 1993         |
| Israel                       | Viernes 14 de agosto de 1992       |
| Italia                       | Viernes 18 de septiembre de 1992   |
| Japón                        | Sábado 5 de septiembre de 1992     |
| Líbano                       | Viernes 23 de octubre de 1992      |
| Malasia                      | Jueves 24 de diciembre de 1992     |
| México                       | Miércoles 16 de septiembre de 1992 |
| Noruega                      | Jueves 29 de octubre de 1992       |
| Nueva Zelanda                | Viernes 25 de septiembre de 1992   |
| Países Bajos                 | Jueves 10 de septiembre de 1992    |
| Perú                         | Jueves 8 de octubre de 1992        |
| Polonia                      | Viernes 30 de octubre de 1992      |
| Portugal                     | Viernes 25 de septiembre de 1992   |
| Reino Unido Irlanda          | Viernes 11 de septiembre de 1992   |
| República Checa · Eslovaquia | Jueves 10 de diciembre de 1992     |
| República Dominicana         | Jueves 1 de octubre de 1992        |
| Singapur                     | Jueves 24 de septiembre de 1992    |
| Sudáfrica                    | Viernes 11 de septiembre de 1992   |
| Suecia                       | Viernes 18 de septiembre de 1992   |
| Suiza                        | Viernes 18 de septiembre de 1992   |
| Tailandia                    | Sábado 31 de octubre de 1992       |
| Taiwán                       | Sábado 5 de septiembre de 1992     |
| Turquía                      | Viernes 13 de noviembre de 1992    |
| Uruguay                      | Viernes 13 de noviembre de 1992    |
| Venezuela                    | Miércoles 23 de septiembre de 1992 |